# 今井通子
今井 通子（いまい みちこ、1942年2月1日 - ）は、日本の医師・登山家、ラジオパーソナリティー。
和光小学校、女子学院中学校・高等学校を経て、東京女子医科大学医学部を卒業後、東京女子医科大学病院に勤務する傍ら、趣味の登山で女性として初めてアルプス三大北壁（マッターホルン、アイガー、グランド・ジョラス）の登攀に成功した。
東京女子医科大学泌尿器科医として在籍。日本泌尿器科学会指導医・専門医。医学博士。東京農業大学客員教授。兵庫県立森林大学校「特任大使」。
2011年1月（2007年3月定年退職後、準備の後）森林医学の研究者等と共にInternational Society of Nature and Forest Medicine (INFOM) を設立。地球環境と人間環境の両立を計るため国際的に森林の保全と利活用を目的とし森林の持つ生理学的効果の検証を推進。株式会社 ル・ベルソー代表取締役。

## 来歴
1942年、各々眼科医をしていた両親のもと、一男三女の長女として東京に生まれた。
1960年、女子学院高等学校を卒業して東京女子医科大学に入学し、山岳部に入部する。1966年、3月東京女子医科大学を卒業。直後の4月に東京女子医科大学附属病院インターンとして勤務した。
1967年6月、東京女子医科大学附属病院泌尿器科教室に入局する。
医師としての勤務の傍ら、女性として初めて マッターホルン（1967年7月19日）・アイガー（1969年8月15日）・グランドジョラス（1971年7月17日）の「ヨーロッパアルプス三大北壁」を制覇する。1967年の今井・若山の北壁登攀・登頂日である7月19日は”北壁の日”となっている。また、グランドジョラス山頂で高橋和之と結婚式を行う。
1978年4月、東京女子医大学附属病院泌尿器科教室と同病院腎総合医療センターの合併により 総合医療センター泌尿器科へ移籍。同時に医局長に就任した。
1983年10月、東京女子医大学附属病院腎総合医療センター泌尿器科非常勤講師となる。同年冬のエベレストに夫婦で南北に別れダブルアタックを試みたが、夫の高橋和之隊は登頂に成功するも北壁を登った通子隊は8,400メートルで悪天のため断念する。
1984年5月、株式会社ル・ベルソーを設立し、代表取締役に就任した。
1987年、朝鮮半島の最高峰白頭山やヒマラヤ8000メートル峰のチョ・オユー（標高8201メートル）に登頂した。
1992年よりニッポン放送の『テレフォン人生相談』で回答者を務める（2002年からはパーソナリティ）。
2007年1月、南極観測50周年記念事業の一環として南極観察団が結成され、毛利衛・立松和平らとともに南極昭和基地に滞在した。同年、東京女子医大学附属病院総合医療センター泌尿器科非常勤講師を定年退職した。

## 血縁関係
ともに眼科医だった両親は1979年11月、ニュージーランド航空機による南極遊覧飛行中の墜落事故で死去した。
政治家で軍縮運動を推進した宇都宮徳馬は伯父にあたる。

## 受賞歴
- 1967年 - ビッグスポーツ賞 受賞[9]
- 1972年 - 欧州三大北壁征服により第1回森田たまパイオニア賞 受賞[9]
- 1974年 - 前立腺肥大症に於ける副腎性アンドロゲンの役割に関する研究で吉岡研究奨励賞 受賞[11]
- 1979年 - 朝日体育賞 受賞[15]。読売新聞スポーツ賞 受賞（団体）[11]
- 1980年 - エイボンスポーツ大賞 受賞[16]
- 1992年 - 財団法人日本ユースホステル協会功績表彰 受賞
- 2006年 - 旅の文化研究所「旅の文化賞」受賞[17]
- 2006年 - 財団法人日本ユースホステル協会ユースホステル運動特別功労者表彰 受賞
- 2013年 - 文部科学省社会教育功労者表彰 受賞
- 2020年 - 「みどりの日」自然環境功労者環境大臣表彰「自然ふれあい部門」受賞[18]
- 2023年 - 名誉都民[19][20]

## 主な社会的活動
『過去就任の主な委員』
「国の行政機関」
- 1982年〜1987年 厚生省 公衆衛生審議会委員
- 1983年〜1997年 文部省 登山研修所専門調査委員
- 1987年〜1995年 文部省 保健体育審議会社会体育分科審議会委員
- 1988年〜1990年 建設省 雪崩対策に関する制度研究会委員
- 1988年〜1990年 経済企画庁 国民生活審議会委員
- 1989年〜1991年 総務庁 青少年問題審議会委員
- 1989年〜1993年 文部省 生涯学習クリエイティブアドバイザー
- 1989年〜2013年 文部省（現文部科学省） 国立那須甲子少年自然の家運営委員会委員
- 1990年 経済企画庁 生活のゆとりと充実に関する懇談会委員
- 1990年〜2013年 通商産業省（現経済産業省） 社会経済国民会議『フォーラムエネルギーを考える会』メーバー
- 1991年 文部省・科学技術庁 『ゆとり』『優しさ』『快適さ』を考える懇談会委員
- 1991年〜1996年 文部省 国立妙高少年自然の家運営委員
- 1991年〜2001年 文部省（現文部科学省） 日本体育・学校健康センタースポーツ振興基金審査委員会委員。
- 1991年〜2002年 文部省（現文部科学省） 放送番組向上協議会委員
- 1992年〜2001年 大蔵省（現財務省） 保険審議会委員。
- 1993年〜1994年 文部省 科学技術が人間社会に及ぼす影響に関する調査委員会委員
- 1993年〜2001年 環境庁（現環境省） 中央環境審議会委員
- 1994年〜1995年 文部省・科学技術庁 宇宙開発委員会『長期ビジョン懇談会』構成員
- 1994年〜2001年 通商産業省（現経済産業省） 社会経済国民会議『日本のゆとりとサマータイムを考える会』発起人
- 1995年〜1996年 文部省・科学技術庁 宇宙開発委員会専門委員
- 1995年〜2004年 大蔵省（現財務省） 保険審議会委員
- 1995年〜2004年 大蔵省（現財務省） 国税審議会委員。
- 1995年〜2000年 文部省・科学技術庁 地震調査研究推進室委員
- 1995年〜2001年 通商産業省（現経済産業省） 車両競技審議会委員
- 1995年〜2001年 国税庁 中央酒類審議会委員
- 1995年〜2001年 大蔵省（現財務省） 国税審議会酒類分科会委員
- 1995年〜2003年 建設省（現国土交通省） 富士山大沢崩れ研究会メンバー
- 1996年〜2001年 文部省・科学技術庁（現文部科学省） 宇宙開発委員会参与（2000年〜専門委員）
- 1997年 文部省・科学技術庁（現文部科学省） 原子力局動燃改革検討委員会構成委員
- 1997年〜2008年 文部省（現文部科学省） 登山研修所運営委員
- 1997年〜2008年 文部省（現文部科学省） 国立極地研究所評議員
- 1997年〜2003年 建設省（現国土交通省） 河川審議会専門委員
- 1997年〜2001年 建設省・環境庁・林野庁（現国土交通省・環境省） 森林資源活用による地域活性化方策調査委員
- 1998年〜2001年 文部省（現文部科学省） 学術国際局国際学術課南極地域観測統合推進本部委員
- 1998年〜2001年 環境庁（現環境省） 地球環境と夏時間を考える国民会議委員
- 1998年〜2001年 建設省（現国土交通省） 今後の砂防事業のあり方に関する検討委員会委員
- 1999年〜2000年 自治省 スポーツ活動等を通じた青少年の健全育成に関する調査委員会委員
- 1999年〜2001年 環境庁（現環境省） ドクターヘリ調査検討委員会委員
- 2002年 内閣府 防災基本計画専門調査会構成員
- 2002年〜2008年 文部科学省 研究開発局海洋地球課南極地域観測統合推進本部委員
- 2002年〜2003年 内閣府 中央防災会議専門委員。
- 2002年〜2005年 文部科学省・科学技術庁 学術審議会研究企画・評価分科会委員
- 2002年〜2005年 文部科学省・科学技術庁 学術審議会資源調査会分科会委
- 2002年〜2005年 文部科学省・科学技術庁 学術審議会委員
- 2002年〜2005年 文部科学省・科学技術庁 学術審議会生命倫理・安全部会委員
- 2002年〜2005年 財務省 国税審議会委員・酒類分科会所属
- 2002年〜2005年 総理府 宇宙開発委員会専門委員
- 2002年〜2013年 経済産業省 産業構造審議会臨時委員
- 2002年〜2013年 経済産業省 車両競技分科会臨時委員
- 2003年〜2010年 消防庁 救急業務高度化推進委員会委員
- 2004年〜2013年 厚生労働省 厚生科学審議会委員

「地方の行政機関」
- 1983年〜1986年 東京都生涯教育推進懇談会委員
- 1993年 東京都ゆとり創造推進会議委員
- 1993年〜1994年 世田谷区区民部女性問題懇話会委員
- 1994年〜1996年 東京都消費生活対策審議会委員
- 1994年〜1996年 世田谷区男女共同参画推進委員
- 1995年〜1998年 東京都社会福祉審議会委員
- 1995年〜2001年 東京都立病産院論理委員会委員。
- 1996年〜2001年 世田谷区スポーツ振興審議会委員
- 1997年 横浜市スポーツ振興事業団非常勤理事
- 1998年〜2001年 横浜市スポーツ振興事業団理事
- 2005年〜2013年 東京都社会福祉審議会委員
- 2006年〜2007年 横浜市スポーツ振興事業団理事
- 2006年〜2012年 神奈川県科学技術会議委員

「財団、社団法人」
- 1984年〜2013年 （財）健康・体力づくり事業団委員
- 1991年〜1993年 （財）シニアプラン開発機構『シニアリゾート研究会』委員。
- 1991年〜1993年 （財）シニアプラン開発機構『生きがい研究会』委員。
- 1993年〜1997年 テレビ朝日放送番組課議会委員。
- 1993年〜2015年 （財）日本女性学習財団理事
- 1995年〜2003年 （財）サンワみどり基金委員。（解散）
- 2001年〜2019年 （株）BSフジ番組審議会委員（1〜31回副審委員長 32回〜委員長）
- 2002年〜2006年 （財）伊藤忠記念財団評議員
- 2004年〜2010年 （社）日本環境教育フォーラム理事
- 2014年〜2019年 （公社）国土緑化推進機構『森の名手・名人』選考委員会副委員長、後に委員長に任命。

「その他」
- 1992年〜1994年 日本トリムフィットネス生涯スポーツ協議会委員
- 2002年〜2009年 日本船舶振興会公益事業企画委員会委員
- 2006年〜2008年 森林セラピー研究会幹事（2008年「森林セラピー研究会」は「特定非営利活動法人森林セラピーソサエティ」に変更[21]。）

『現在就任中の主な委員』
「財団、社団法人」
- 1990年〜 （公財）花王芸術・科学財団 評議員[22]
- 1991年〜 日本山岳ガイド連盟 副会長（日本山岳ガイド協会に統合[23]）
- 2004年〜（公社）日本山岳ガイド協会 専務理事（2009年〜副会長[24]）（2020年3月〜5月副会長兼専務理事）(2020年5月〜特別顧問)
- 1992年〜 （財）植村直己記念財団 理事[25]
- 1993年〜 （公財）ニッセイ緑の財団 理事[26]
- 2003年〜（公財）放送番組センター 理事
- 2003年〜（公財）三菱UFJ環境財団 理事[27]
- 2004年〜（公財）博報児童教育振興会 評議員[28]
- 2004年〜 （公財）日本ユースホステル協会 副会長[29]
- 2006年〜 （公財）旭硝子財団 評議員[30]
- 2014年〜 （公財）年金シニアプラン総合研究機構 理事
- 2014年〜 （公財）JKA 評議員[31]
- 2018年〜 （財）全国山の日協議会 評議員[32]
- 2023年～ （一社）森林浴ツーリズム協会 代表理事

「その他」
- 1993年〜 公益信託タニタ健康体重基金運営委員会委員。
- 1996年〜 毎日新聞社『日韓国際環境賞』審査委員[33]
- 2002年〜 ごはんを食べよう国民運動推進協議会副会長[34]
- 2002年〜 エコ・ツーリズム推進協議会評議員（2014年よりアドバイザー）
- 2002年〜 「もりのくに・にっぽん」運動発起人
- 2007年〜 「美しい森林づくり推進国民運動」発起人
- 2009年〜 NPO法人 森林セラピーソサエティ理事長（2015年より理事）[35]
- 2011年〜 INFOM会長（International Society of Nature and Forest Medicine）[6]
- 2014年〜 独立行政法人環境再生保全機構地球環境基金運営委員会委員[36]
- 2014年〜 日本旅行作家協会評議員[37]
- 2014年〜 NPO法人地球こどもクラブ理事[38]
- 2018年〜 専修学校兵庫県立森林大学校特任大使[5]

## 主な登山歴
- 1960年 東京女子医大学山岳部に入部。谷川岳一ノ倉沢衝立岩〜コップ状岩壁連続登攀をはじめ、谷川岳烏帽子奥壁ダイレクトルート初登攀など。
- 1967年 東京女子医科大学欧州アルプス遠征隊長として渡欧。若山美子とザイルを組み女性同士のパーティとして世界で初めてヨーロッパアルプス・マッターホルン北壁登攀成功[9]。
- 1969年 ヨーロッパアルプス・アイガー北壁日本隊ルート開拓[9]。
- 1971年 ヨーロッパアルプス・グランドジョラス北壁登攀[9]。（女性として世界初の欧州三大北壁完登者となる）以降都会に逃げ込んでいる日本の人々に自然と親しんでもらうため現在に至るまで、毎年ヨーロッパアルプスをはじめとし、世界各国の登山ハイキング、カヌー、カヤック、ウォーターラフティング、ホースバックトレッキング等、自然の中でのアクティビティーを体験出来る旅行講師を務めている。
- 1975年 ネパールヒマラヤ・ダウラギリIV峰、カモシカ同人隊員及び医師として遠征[9]。
- 1979年 ネパールヒマラヤ・ダウラギリII・III・IV峰縦走登山隊長として、男性16人を率いてクロス縦走を成功させる。7,500m以上の三山の登頂は世界初[9]。
- 1983年 中国側チョモランマ（エベレスト）峰（8,848m）北壁冬季登山隊長として遠征[9][11]。
- 1984年 同隊は、8,100mにて断念[11]。
- 1985年 隊長として再度チョモランマ峰北壁へ向かうが、登山隊は8,450mにて断念。しかし、北壁からの冬期世界最高到達地点を記録する[9][11]。（2019年冬期時点でこの記録は破られていない）
- 1987年 厳冬季に北朝鮮朝鮮民主主義人民共和国の白頭山、金剛山、妙香山に登頂[11]。（建国以来初の外国人隊の記録）
- 1987年 秋季に標高世界第6位のヒマラヤのチョー・オユー峰（8,201m）に中国側より登頂[11]。（通子隊長以下全隊員登頂に成功。夫、高橋和之は山頂からベースキャンプへのパラグライダー飛行に成功）
- 1989年 アフリカ最高峰のキリマンジャロ（5,895m）登頂後、山頂よりパラグライダー飛行に成功[11]。アフリカ、ウガンダ最高峰のルウェンゾリ（5,109m）に登頂する[11]。
- 2002年 60歳を迎え、春季チョモランマ峰へ向かうが、前日、高所障害で意識不明になった人命救助に貸したシェルパが寝不足と寒さを訴えたため8,500mにて断念する。

## 書籍

### 著書
- 『私の北壁 マッターホルン』（1968年10月20日、朝日新聞社）- 登頂記シリーズ:1 ISBN 4-8205-9568-7
  - 『私の北壁 マッターホルン』（1982年10月15日、朝日新聞出版 文庫版）ISBN 9784022608819
  - 『私の北壁 マッターホルン』（2002年12月25日、日本図書センター）ISBN 978-4820595687
- 『続・私の北壁 アイガー、グランド・ジョラス』- 登頂記シリーズ:2（1972年9月25日、朝日新聞社）
  - 『続・私の北壁 アイガー、グランド・ジョラス』（1982年11月13日、朝日新聞出版 文庫版）ISBN 9784022608826
- 『私のヒマラヤ ダウラギリIV峰』- 登頂記シリーズ:3（1976年12月15日、朝日新聞社）
  - 『私のヒマラヤ ダウラギリIV峰』（1982年12月10日、朝日新聞出版 文庫版）ISBN 9784022608833
- 『縦走 ダウラギリ2・3・5峰』（1981年2月18日、朝日新聞出版）ISBN 9784022548450
- 『男は仕事、女は冒険:何が私をかりたてるのか』（1983年11月1日、光文社）ISBN 4-334-05090-5
- 『たくましいひとりっ子の育て方』（1985年3月1日、主婦と生活社）ISBN 4-391-10837-2
- 『人を動かす女の気くばり 感性時代のリーダーシップ』（1985年3月1日、学習研究社）ISBN 4-05-101565-3
- 『魔頂 チョモランマ』（1986年8月30日、朝日新聞社）ISBN 4-02-255581-5
  - 『魔頂 チョモランマ』（2001年6月25日、中央公論新社 中公文庫）ISBN 9784122038424
- 『自然がくれた“ときめき”人生』（1991年5月24日、労働旬報社）ISBN 4-8451-0182-3
- 『ウガンダの父とよばれた日本人 アフリカにワイシャツ工場をつくった柏田雄一』（絵:瀬野丘太郎）（1991年9月6日、PHP研究所）ISBN 4-569-58502-7
- 『マッターホルンの空中トイレ 女性登山家が語る山・旅・トイレ』（1995年2月10日、TOTO出版）ISBN 4-88706-114-5
  - 『マッターホルンの空中トイレ』（2000年6月25日、中央公論新社 中公文庫）ISBN 9784122036666
- 『自然流おいしい食事 さようなら、総グルメ・総アレルギー』（1996年7月4日、講談社）ISBN 4-06-208312-4
- 『コスタ・リカ 緑深き森へ遊学行』（1997年1月30日、日本放送出版協会）ISBN 4-14-005241-4
- 『山は私の学校だった』（1998年5月10日、山と溪谷社）ISBN 4-635-17127-2
  - 『山は私の学校だった』（2003年5月25日、中央公論新社 中公文庫）ISBN 9784122042117
- 『あなたと歩く世界の名峰』（2000年11月10日、小学館）ISBN 4-09-343166-3
- 『こころをよむ 登山のススメ 医師として、登山家として』（2018年9月25日、NHK出版）- NHKテキスト・2018年10月〜12月

### 共著
- 『白頭山登頂記』（共著者:カモシカ同人隊）（1987年7月30日、朝日新聞社）ISBN 4-02-255734-6 NDLJP:12212851
- 『道をひらく女性達 丸田芳郎対談集』（共著者:丸田芳郎 中根千枝 前橋汀子 今井通子 太田朋子 高峰秀子、編集:花王）（1987年12月1日、創知社）ISBN 9784915510489
- 『ヒマラヤを翔ぶ チョー・オユー8,201m』（共著者:高橋和之）（1988年6月10日、朝日新聞社）ISBN 4-02-255861-X
- 『父親のためのアウトドア・スクール』（共著者:くもん子ども研究所 今井通子 三浦雄一郎 藤木高嶺）（1991年7月29日、くもん出版）ISBN 9784875766285
- 『より豊かに生きる発想法 文化の香り・生きがいの見つけ方』（共著者:杉本苑子 阿久悠 石坂啓 安達瞳子 渡辺淳一）（1995年9月15日、廣済堂出版）ISBN 9784331504987
- 『ダンプ&通子の夫婦でゆったり登山術』（共著者:高橋和之）（2000年7月5日、小学館）ISBN 4-09-411361-4

### 編集
- 日本の名山シリーズ（編者:串田孫一 今井通子 今福龍太）（博品社）
  - 『富士山（Part.1）日本の名山13』（1997年1月30日）ISBN 9784938706340
  - 『槍ヶ岳 日本の名山9』（1997年2月28日）ISBN 9784938706357
  - 『岩手山 日本の名山2』（1997年3月30日）ISBN 9784938706364
  - 『立山 日本の名山8』（1997年4月30日）ISBN 9784938706371
  - 『穂高岳 日本の名山10』（1997年5月30日）ISBN 9784938706388
  - 『八ケ岳 日本の名山12』（1997年6月30日）ISBN 9784938706395
  - 『白馬岳 日本の名山6』（1997年7月30日）ISBN 9784938706401
  - 『北岳 日本の名山17』（1997年8月20日）ISBN 9784938706418
  - 『丹沢 日本の名山別巻1』（1997年8月30日）ISBN 9784938706425
  - 『谷川岳 日本の名山4』（1997年9月30日）ISBN 9784938706432
  - 『浅間山 日本の名山5』（1997年10月20日）ISBN 9784938706463
  - 『高尾山 日本の名山 別巻2』（1997年10月30日）ISBN 9784938706470
  - 『甲斐駒ケ岳 日本の名山16』（1997年11月30日）ISBN 9784938706487
  - 『富士山（Part.2）日本の名山14』（1997年12月30日）ISBN 9784938706494
  - 『阿蘇山 日本の名山20』（1998年1月30日）ISBN 9784938706517
  - 『月山 日本の名山3』（1998年2月28日）ISBN 9784938706524
  - 『白山 日本の名山18』（1998年3月31日）ISBN 9784938706531
  - 『剣岳 日本の名山7』（1998年5月31日）ISBN 9784938706548
  - 『大雪山 日本の名山1』（1998年7月31日）ISBN 9784938706555
  - 『大山 日本の名山19』（1998年9月30日）ISBN 9784938706562
  - 『御岳山 日本の名山11』（1998年11月30日）ISBN 9784938706579
  - 『富士山（Part.3）日本の名山15』（1999年1月10日）ISBN 9784938706586

### 監修
- 『スノー・スポーツ』（監修:今井通子）（1972年、産報）
- 『実戦登山セミナー(夏山) 丹沢・表屋根から穂高岳へ』（著者:平本雅信、写真:川崎博、監修:今井通子）（1986年8月15日、山と溪谷社）ISBN 9784635160117

### 関連書籍
- 『赤い岩壁 アイガー北壁直登の苦闘』（著者:加藤滝男）（1971年7月31日、スキージャーナル）
- 『男にとって冒険とは何か：植村直己対談・エッセイ集』（著者:植村直己）（1981年2月、潮出版社）
  - 『男にとって冒険とは何か』（著者:植村直己）（1984年7月、潮出版社 潮文庫）
- 『雪煙をめざして』（著者:加藤保男）（1983年2月10日、中央公論社 中公文庫）ISBN 4122009995
- 『NHK文化講演会.13』（編者:NHK）（1986年、日本放送出版協会）ISBN 4-14-008471-5
- 『医師・登山家今井通子』（著者:山本素子）（1997年11月1日、理論社）ISBN 4-652-04931-5
  - 巻尾には今井による「医師になりたいあなたへのコメント」が付記されている。
- 『ダンプ、山を行く ある山男の自画像』（著者:高橋和之）（1998年2月20日、山と溪谷社）ISBN 4-635-17116-7
  - 『ダンプ、山を行く ある山男の自画像』（著者:高橋和之）（2003年5月25日、中央公論新社 中公文庫）ISBN 9784122042100
- 『自然大好き宣言』（編者:日本環境教育フォーラム、審査員:今井通子 稲本正 C・W・ニコル 浅葉克己 岡島成行）（1999年7月20日、小学館）ISBN 9784093872867- 多様なジャンルに渡る2万余通の中から審査された、自然大好き宣言コンテスト
- 糸井重里ほか著『さらに経験を盗め』（著者:糸井重里）（2005年7月25日、中央公論新社）ISBN 4-12-003660-X - 雑誌の対談の書籍化
- 『ふりかえったら風 対談1968-2005 2(キタヤマオサムの巻)』（著者:北山修）（2005年12月16日、みすず書房）ISBN 4-622-07172-X
- 『銀嶺の人』下（著者:新田次郎）（1975年10月10日、新潮社）- 主人公・淑子のモデル[要出典]。
  - 『銀嶺の人』下（著者:新田次郎）（2004年3月25日、新潮社 新潮文庫）ISBN 9784101122182

## 作詞
- オー・マイ・ウインド 〜空はともだち〜（みんなのうた　1991年8月 - 9月、作曲・編曲：小林義典／歌：曽根原忠）
- 夢見る森（みんなのうた　1996年2月 - 3月、作曲：中野兼志／歌：瀧本瞳）

## CM出演
- 公共広告機構（現：ACジャパン）（1979年・新聞のみの出演）
- コカ・コーラ「Yes Coke Yes」 (1981年・家族と共に出演)
- コカ・コーラ「Coke is it!」 (1985年・森繁久彌と共演)

## 主なテレビ・ラジオ出演
- 今井通子すてきにチャレンジ（全国AM数局）
- テレフォン人生相談（ニッポン放送他） - 火曜日パーソナリティ（ときに木曜も）
- 解決!ナイナイアンサー（日本テレビ系） - クセ者相談員の一人として出演